# Mecanotransducción celular

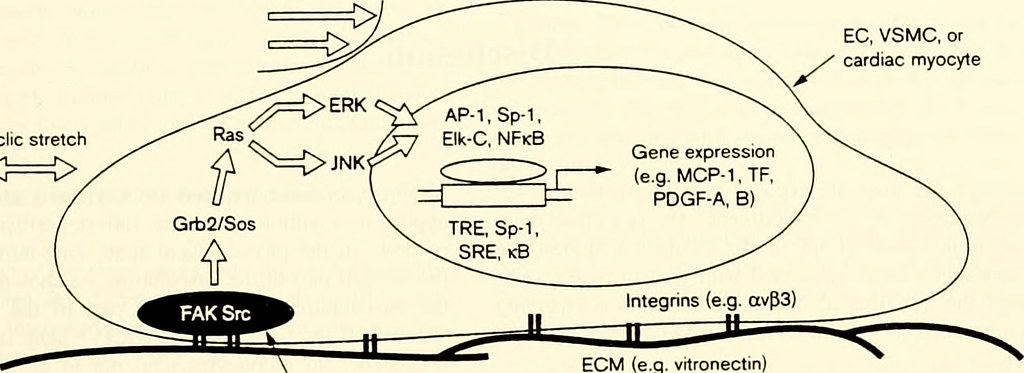
Mecanismos de mecanotransducción. Resumen gráfico del conocimiento actual sobre la transducción de señales mecánicas en una respuesta celular. A) La tensión mecánica aplicada a la célula y el flujo de fluidos resultante activan receptores y canales, así como sus cascadas de señalización aguas abajo. En un contexto tisular, la tensión se transmite entre células a través de una serie de moléculas de adhesión, como integrinas, cadherinas y uniones celulares. Los factores de transcripción se vuelven nucleotrópicos y se dirigen a elementos reguladores del ADN, como represores, potenciadores y sus elementos de respuesta específicos en el ADN. Se inicia la transcripción y traducción adaptativas, lo que conduce a cambios en el transcriptoma, proteoma y especialmente en el secretoma para comunicarse con células vecinas y tejidos distantes. Se incrementa la expresión y secreción de proteínas de la matriz extracelular como parte del secretoma. Como consecuencia, las fuerzas entrantes y la respuesta resistente a las fuerzas externas se potencian, creando una nueva situación de homeostasis. Del mismo modo, se potencia la producción de proteínas del citoesqueleto, que también se vuelve más rígido, y las proteínas contráctiles generan aún más fuerzas activas. B) El flujo de fluidos es detectado por el cilium primario. Las características estructurales relevantes de un cilium primario se representan esquemáticamente en el lado derecho, mientras que las cascadas de señalización y las herramientas para la mecanotransducción se representan en el lado izquierdo. La deflexión del cilium genera señalización.

La mecanotransducción celular es un proceso fundamental en la biología celular, caracterizado por la habilidad de las células para percibir y responder a las fuerzas mecánicas que actúan sobre ellas. Este fenómeno es crucial para una amplia gama de procesos biológicos y se manifiesta en diversas funciones celulares, desde el desarrollo embrionario hasta las respuestas inmunitarias y la regeneración tisular.  En sus orígenes, la investigación sobre la mecanotransducción celular partió de la Ley de Wolff, que aborda la influencia de la carga mecánica en la homeostasis de los tejidos, y con el tiempo se ha ampliado su alcance para comprender su papel en el crecimiento y desarrollo de los tejidos y organismos. En la actualidad, se está estudiando en profundidad el impacto de múltiples estímulos mecánicos en diversos procesos patofisiológicos, como el desarrollo embrionario, la reparación de tejidos, la cicatrización de heridas y procesos asociados a fibroblastosis, la regeneración neural, la formación de tejido cicatricial, la formación de tumores y la resistencia a la inmunoterapia contra el cáncer. Numerosas investigaciones en curso se centran en desentrañar los mecanismos involucrados y los posibles blancos terapéuticos relacionados con la homeostasis de los tejidos inducida por señales mecánicas y las enfermedades asociadas.

## Mecanismos Subyacentes de la Mecanotransducción Celular
La mecánica celular se basa en la capacidad de las células para detectar las fuerzas mecánicas que se aplican tanto a nivel de la membrana celular como dentro de las estructuras intracelulares, incluido el citoesqueleto. Estos mecanismo conforman las bases de la mecanotransducción celular. Las proteínas sensoras de la membrana celular, como los canales iónicos y las proteínas adhesivas, actúan como dispositivos de percepción, respondiendo a las tensiones y deformaciones. La activación de estas proteínas sensoras inicia intrincadas cascadas de señalización intracelular que gobiernan las respuestas celulares.

## Componentes Clave de la Mecanotransducción
- Integrinas: Estas proteínas de adhesión desempeñan un papel crucial al establecer conexiones esenciales entre la matriz extracelular y el citoesqueleto, permitiendo así la transducción de señales mecánicas al interior de la célula.
- Citoesqueleto: Actúa como un entramado estructural dinámico. El citoesqueleto es una amalgama de filamentos de actina, microtúbulos y filamentos intermedios que responde activamente a las fuerzas mecánicas. Este componente juega un papel fundamental en la mecánica celular.
- Fuerzas Externas: Estas fuerzas pueden originarse en diversas fuentes, como la tensión hemodinámica, el estiramiento tisular o la compresión mecánica.

## Roles Funcionales de la Mecanotransducción Celular
La mecánica celular es de vital importancia en la regulación de numerosas funciones biológicas. Puech y Bongrad definen la mecanotransducción como el componente principal que guía y gobierna los mecanismos de la organización celular. Algunos ejemplos destacados son los siguientes:
- Desarrollo Embrionario: En el contexto del desarrollo embrionario, las fuerzas mecánicas guían la morfogénesis de órganos y tejidos, contribuyendo significativamente a la formación adecuada de estructuras anatómicas y la regeneración tisular.[11]
- Adaptación al Entorno: Las células musculares, por ejemplo, son capaces de ajustar su comportamiento en respuesta a las tensiones y deformaciones en su entorno, permitiéndoles cumplir con sus funciones.[10]
- Respuesta Inmunológica: La capacidad de las células inmunológicas para migrar hacia áreas inflamatorias se ve influenciada por señales mecánicas, lo que facilita su participación en respuestas inmunitarias efectivas.[12]
- Cicatrización de Heridas: En los procesos de cicatrización de heridas[13] y fibrosis, las células perciben las tensiones en los tejidos dañados y contribuyen a la reparación de la manera más adecuada.[14]

## Implicaciones fisiopatológicas
Alteraciones en los mecanismos de mecanotransducción celular pueden desencadenar varias patologías. Por ejemplo, en el cáncer, las células malignas pueden usar la señalización mecánica para favorecer la diseminación metastásica. En el contexto de enfermedades cardiovasculares, respuestas anómalas de las células a las tensiones arteriales pueden conducir a hipertrofia cardíaca y otros trastornos.

## Investigación y Aplicaciones Futuras
La comprensión más profunda de los procesos de mecanotransducción ha dado lugar al desarrollo de enfoques terapéuticos innovadores. La investigación continua se centra en la modulación de estos procesos con fines terapéuticos, con aplicaciones prometedoras en campos como la ingeniería de tejidos, enfoques terapéuticos miofasciales y la medicina regenerativa. La mecánica celular sigue siendo un área de estudio activa en la biología celular y la medicina, prometiendo revelar más sobre cómo las células responden y se adaptan a su entorno mecánico.